# Ricardo Balbín
Ricardo Balbín (Buenos Aires, 29 luglio 1904 – La Plata, 9 settembre 1981) è stato un politico e avvocato argentino.
Figura di spicco dell'Unione Civica Radicale, fu candidato quattro volte alla carica di Presidente della Repubblica Argentina.

## Biografia
Dopo un'infanzia trascorsa tra la capitale argentina e i villaggi bonaerensi di Azul e Ayacucho, nel 1922 entrò nell'Unione Civica Radicale. Stabilitosi a La Plata frequentò la celebre università locale ottenendo un dottorato in giurisprudenza cinque anni dopo. Durante la campagna elettorale del 1928 lavorò nello staff di Hipólito Yrigoyen. Durante la presidenza di quest'ultimo Balbín fu nominato procuratore distrettuale nella provincia di Mendoza. Nel 1930 fu nominato all'interno dei quadri dell'UCR di La Plata; in quello stesso anno il generale José Félix Uriburu rovesciò con un colpo di Stato Yrigoyen.
Nel 1931 si candidò e vinse un seggio all'interno del congresso della provincia di Buenos Aires. Il governo militare, sorpreso dalla vittoria del candidato radicale Honorio Pueyrredón, annullò tuttavia le elezioni. Nel 1940 conquistò un seggio al Congresso nazionale, carica dalla quale si dimise immediatamente on segno di protesta contro i palesi brogli che avevano caratterizzato le votazioni. Cinque anni dopo, insieme a Amadeo Sabattini, Arturo Frondizi, Crisólogo Larralde, Oscar Alende, Moisés Lebensohn e Arturo Illia fondò il Movimento d'Intransigenza e Rinnovamento.
Eletto deputato nel 1946 fu uno dei più accesi avversari del regime di Juan Domingo Perón. Espulso dal Congresso nel 1949 fu imprigionato sino all'anno seguente. Candidatosi alla presidenza della provincia bonaerense venne incarcerato il giorno stesso delle votazioni. Amnistiato da Perón verso la fine del 1950 Balbín rifiutò il provvedimento in attesa della sentenza di un tribunale. Nel 1951 fu candidato dall'UCR alla presidenza della Repubblica, con Frondizi come vice, venendo tuttavia sconfitto da Perón. Nel 1954 fu nuovamente incarcerato. L'anno seguente il peronismo venne rovesciato da un colpo di Stato militare.
Nel congresso di Tucumán del 1956 l'UCR si divise in due partiti: l'Unione Civica Radicale Intransigente di Frondizi e l'Unione Civica Radicale di Balbín. Candidatosi alle elezioni presidenziali del 1958 con Santiago del Castillo come vice, fu sconfitto proprio da Frondizi, sostenuto dai voti dei peronisti costretti alla clandestinità dai militari.
Dopo il colpo di Stato che rovesciò il presidente eletto Arturo Illia Balbín continuò l'attività politica nonostante la repressione poliziesca. Nel 1970 incontrò gli emissari di Perón e di altre forze politiche per stendere un documento, poi chiamato La Hora del Pueblo, che chiedeva alla dittatura una serie di riforme economiche e oltreché l'annuncio di libere elezioni.
Nel 1972, dopo l'annuncio di libere elezioni da parte del presidente de facto Alejandro Lanusse, Balbín, impostosi sull'altro candidato radicale Raúl Alfonsín, fu nominato candidato con Eduardo Gamond come vice. Nelle votazioni del 1973 fu sconfitto dal candidato peronista Héctor Cámpora. Dopo le dimissioni di Cámpora e l'annuncio di nuove elezioni per il settembre del 1973 Balbín fu candidato per la quarta ed ultima volta con Fernando de la Rúa come vice. Per la seconda volta fu nuovamente sconfitto da Perón, rientrato in Argentina dopo un lungo esilio.
Durante la caotica presidenza di Isabelita Perón, succeduta al marito nel frattempo defunto, Balbín lavorò per evitare un colpo di Stato da parte delle forze armate. Nonostante ciò il 24 marzo 1976 il governo della Perón venne rovesciato da un golpe militare guidato dal capo di stato maggiore Jorge Rafael Videla. Negli anni del Processo di Riorganizzazione Nazionale fu criticato per il suo silenzio di fronte alle evidenti violazioni dei diritti umani e per i suoi contatti con i vertici delle forze armate. Nel 1980 fu tra i promotori della creazione di un coordinamento delle forze politiche democratiche.
I suoi funerali, sebbene le manifestazioni politiche fossero state vietate, videro la partecipazione di migliaia di persone.

## Omaggi
Nel 2004 il Congresso nazionale dell'Argentina intitolò alla memoria di Balbín l'autostrada Buenos Aires-La Plata.